# Jiande
Jiande (富阳区S, JiandeP) è un distretto della Cina, situato nella provincia dello Zhejiang.